# Descarrilamento de trem em Brétigny-sur-Orge
O descarrilamento de trem em Brétigny-sur-Orge ocorreu em 12 de julho de 2013, quando o trem intermunicipal de número 3 657 que saía de Paris com destino a Limoges descarrilou e sofreu uma colisão na estação férrea de Brétigny em Brétigny-sur-Orge, matando seis pessoas e deixando dezenas de feridos. 385 passageiros estavam a bordo na hora da colisão, que ocorreu às 17h14, horário local, 22 minutos após o trem deixar a estação parisiense de Austerlitz às 16h53. O veículo era esperado na estação de Limoges-Bénédictins às 20h05. Os trens e as plataformas na estação de Brétigny estavam particularmente cheias naquele dia, uma vez que se tratava da sexta-feira anterior ao feriado nacional francês.
Relatórios iniciais sugerem que o trem – um Corail da SNCF –, que não deveria parar na estação, se acidentou em alta velocidade e se partiu em dois após o terceiro e o quarto vagões descarrilarem. O acidente fez com que os quatro vagões traseiros se colidissem com as plataformas da estação. O acidente é o mais grave do tipo da história da França desde o acidente férreo da estação de Lyon, em Paris, que causou a morte de 56 pessoas. O Departamento de Investigação sobre os Acidentes de Transporte Terrestre (Bureau d'Enquêtes sur les Accidents de Transport Terrestre – BEA-TT) anunciou que vai investigar o ocorrido. A SNCF divulgou suas considerações iniciais em 13 de julho, informando que o descarrilamento parece ter sido causado por uma falha nos trilhos. Segundo a SNCF, uma barra de metal ligando dois trilhos a 200 metros da estação se soltou em uma série de pontos. Alguns especialistas ouvidos pela imprensa francesa questionaram como uma peça normalmente apertada por quatro parafusos poderia ter se soltado.
Na manhã do dia 13, o ministro dos Transportes da França, Frédéric Cuvillier afirmou à imprensa que 30 pessoas ainda estavam internadas por causa do acidente, sendo que nove delas estavam em estado grave. Em entrevista a uma emissora de televisão francesa, no dia seguinte, o presidente francês, François Hollande, disse que há muito a ser feito para garantir a segurança nas ferrovias do país.